# Ana Grobler
Ana Grobler, slovenska kuratorka, videastka, slikarka, * 1976, Trbovlje.
Magistrica umetnosti Ana Grobler je aktivna kot kuratorka asistentka v Galeriji Alkatraz , članica programske ekipe festivala Rdeče zore, ena od koordinatoric slovenskega dela Artyčok.TV  in članica Kulturno-umetniškega društva Mreža .

## Delo
Ana Grobler se v svojih delih osredotoča predvsem na feministično tematiko. Njeno diplomsko delo z naslovom Femnistična umetnost v Sloveniji je izšlo tudi v knjižni obliki, kurirala pa je tudi istoimensko razstavo.

### Razstave (kuratorka)
- Vesna Bukovec: Eksploanacija (2016, Galerija Alkatraz, kuratorji Ana Grobler, Sebastian Krawczyk, Jadranka Plut)
- Skozi njene oči (2014, festival Rdeče zore, kuratorja Ana Grobler in Sebastian Krawczyk)
- Feministična umetnost v Sloveniji (2010, Center in Galerija P74)

### Videi
- Super Ultra (2008)
- Beautiful (2008)
- Migraine (2007)
- Soči (2006)

## Glej še
- seznam slovenskih sodobnih umetnikov
- seznam slovenskih konceptualnih, video in instalacijskih umetnikov ter umetnikov performancea